# Василевич, Мария Викторовна
Мари́я Ви́кторовна Василе́вич (бел. Марыя Віктараўна Васілевіч, род. 9 апреля 1997, Минск, Белоруссия) — белорусская модель, государственный и политический деятель. Победительница конкурса «Мисс Беларусь-2018» и участница конкурса «Мисс мира» (2018), депутат Палаты представителей Национального собрания Республики Беларусь с 6 декабря 2019 года по 21 марта 2024 года.

## Биография
Мария Василевич родилась 9 апреля 1997 года в городе Минске.
Владеет английским и белорусским языками.
Имеет высшее образование, окончила Белорусский государственный экономический университет по специальности «Государственное управление», «Экономика» и «Менеджмент» по программе бакалавриата в 2019 году.
Работала специалистом по развитию бизнеса ООО «ТДИ Промоивент» (рекламное агентство).
Работала редактором отдела редакторов главной дирекции подготовки телепрограмм генерального продюсерского центра Белтелерадиокомпании.
Затем Василевич устроилась на работу ведущей на передачи «Добрай раніцы, на телеканале Беларусь 1!». Однако Мария быстро поняла, что формат, заданный сценарием, не удовлетворяет её амбиций.
Тогда Василевич начала свою карьеру в качестве фотомодели. Красота и гармоничные параметры 86-60-90 открыли для Марии путь в модельный бизнес. Она стала подрабатывать на съёмках и показах в 18 лет, но в конкурсах красоты поначалу участвовать отказывалась. Однако в 21 год Мария изменила мнение и пришла на национальный конкурс, где неожиданно для себя взяла корону. Это событие дало толчок к известности и продвижению по карьерной лестнице.
Сначала Василевич стала победительницей национального конкурса красоты «Мисс Беларусь-2018», финал конкурса состоялся 4 мая 2018 года в Минске. Поощрительными призами для победительницы стали внедорожник и 12 000 белорусских рублей (эквивалентно 5945 долларам США).
В декабре 2018 года Василевич отправилась в Китай, где в ряду 118 обаятельных соперниц доказывала свое превосходство в миловидности, уме и таланте. Белоруске удалось пробиться в пятерку красивейших женщин планеты, её признали лучшей на Европейском континенте. Мария вошла в число призёров конкурса и заняла 3 место среди участниц конкурса, получив звание «Мисс мира Европы».
12 февраля 2019 года стала звёздным послом II Европейских игр 2019 года.
8 января 2025 года  вышла замуж за Александра Жилача. В прошлом он был профессиональным футболистом и даже успел поиграть за клуб "Узда" После завершения спортивной карьеры Жилач руководил проектом "Белстройцентра" в Санкт-Петербурге, участвовал в строительстве жилья в Минске и области, инфраструктуры во Владимирской и Калужской областях.

## Политическая деятельность
Осенью 2019 года стало известно, что Василевич идёт на парламентские выборы. Её выдвинули кандидатом от 104-му Кальварийскому избирательному округу города Минска. Глава Центризбиркома скептически оценила эту новость. Ермошина подчеркнула, что 22-летней девушке к народу идти не с чем. После этого в ситуацию вмешался Александр Лукашенко: во время посещения Академии управления при президенте он сделал заявление на этот счёт, упрекнув Ермошину, что та не слышит слов главы государства о том, что будущее принадлежит молодёжи.
В результате Мария Василевич прошла в Парламент от 104-го Кальварийского избирательного округа. Однако среди всех 110 округов она набрала наименьшее количество голосов — 28,94 %. Мария заявила, что считает возраст своим преимуществом, поскольку она полна решимости, ответственности, креативности и смелости. Выступая на канале «Беларусь 3» Василевич заявила, что планирует добиваться, чтобы деятельность Парламента Беларуси становилась всё более открытой и публичной, это поможет добиться эффективного сотрудничества народа и власти. Также Василевич выступает за совершенствование системы образования, систематизацию и актуализацию под современные реалии существующих нормативно-правовых актов. Для того, чтобы законы были понятны каждому белорусу, так как они «пишутся для людей». Она настаивает на том, что «необходимо отказаться от обсуждения этих проблем только в высоких кабинетах».
В первую очередь Василевич планировала заняться доработкой проекта закона «Об обращении с животными». Также Мария Василевич является самым молодым депутатом Палаты представителей. Является членом Постоянной комиссии по правам человека, национальным отношениям и средствам массовой информации, а также членом постоянно действующих рабочих групп Национального собрания по сотрудничеству с парламентами Бельгии, Брунея, Индии, Польши и Саудовской Аравии.
В 2020 году Белоруссию охватили протесты. Они начались ещё в период предвыборных кампаний и обострились в августе, когда тысячи возмущённых граждан вышли на улицы, чтобы выразить свое недовольство результатами президентских выборов. Они отказались признать законным очередное избрание Лукашенко, что вылилось в массовые беспорядки. 13 августа 2020 года Василевич привлекла внимание СМИ и блогосферы своим обращением к подписчикам «Инстаграме» с призывом остановить насилие на улицах белорусских городов во время протестов против действующей власти.
В 2021—2022 годах Василевич была членом Совета женщин-парламентариев и Совета Форума молодых парламентариев при Межпарламентском союзе.

## Скандал с западными СМИ
После избрания Василевич депутатом Палаты представителей некоторые западные СМИ (в частности, британская The Times) опубликовали статьи, в которых говорили о романтической связи Василевич с президентом Белоруссии Александром Лукашенко, в компании которого девушка неоднократно появлялась на различных мероприятиях. В своём посте в социальной сети Instagram Василевич высказалась за свободу слова, но и о том, что необходимо нести ответственность за сказанное. Особенно, если пишет журналист. Также Мария пожаловалась на то, что известное мировое издание позволяет себе публиковать лживые факты.

## Награды
- Специальная премия Президента Республики Беларусь «За духовное возрождение» (3 января 2019 года) — за значительный вклад в развитие международного культурного сотрудничества, активную благотворительную деятельность[27].